# Werblinia
Werblinia  (deutsch Werblin, kaschubisch Warblëniô)  ist ein Dorf in der Landgemeinde Puck im Kreis Puck in der polnischen Woiwodschaft Pommern. 

## Geographische Lage
Das Dorf liegt nordwestlich der Stadt Puck in der Mitte der Landgemeinde Puck an der Droga wojewódzka 213. Östlich des Ortes fließt die Płutnica (deutsch Plutnitz), ein etwa 15 Kilometer langer Küstenfluss.

## Söhne und Töchter des Ortes
- Andrzej Śliwiński (1939–2009), war römisch-katholischer Bischof von Elbląg.